# Craig Steadman
Craig Steadman (Farnworth, 14 de julio de 1982) es un jugador de snooker inglés.

## Biografía
Nació en la localidad inglesa de Farnworth en 1982. Es jugador profesional de snooker desde 2001, aunque se ha caído del circuito profesional en más de una ocasión. No se ha proclamado campeón de ningún torneo de ranking, y su mayor logro hasta la fecha fue alcanzar las semifinales del Snooker Shoot Out de 2021, en las que cayó derrotado ante Mark Selby. Tampoco ha logrado hilar ninguna tacada máxima, y la más alta de su carrera está en 145.